# Нескінченна війна
«Нескінченна війна» (англ. The Forever War) — антивоєнна науково-фантастична книга Джо Голдемана, вперше опублікована у 1972-74 році у вигляді 3 повістей та об'єднаний під однією обкладинкою як роман 1974 року. Книга розповідає про затяжну війну між людством і інопланетною расою Тауран. Роман виграв декілька літературних премій, а також отримав продовження, комікс і настільну гру за мотивами.
Герої роману — космічні ландскнехти далекого майбутнього, завербовані невідомими зоряними стратегами, за допомогою миттєвих переміщень через зорі-колапсари найманці постійно переносяться в далеке майбутнє, поступово втрачаючи будь-яке уявлення, за що і проти кого вони воюють, а крім того, ризикують прибути на нове поле бою із застарілою зброєю.

## Сюжет
У світі книги людство відкрило міжпланетні польоти, а також можливість подорожувати з швидкістю більшою швидкості світла з використанням колапсарів, і почало колонізовувати космос. Хоча подорож між колапсарами майже миттєва, всі інші ділянки шляху проводяться на релятивістських швидкостях і це спричиняє до великої різниці у власному часі корабля і Землі.
Розповідь ведеться від імені Вільяма Манделли — студента-фізика, якого завербували в загін спеціальних операцій Дослідницьких сил ООН (англ. United Nations Exploratory Force, UNEF). Їхній загін був створений, що б проводити розвідку і воювати в війні з інопланетними істотами — Тауранцями, які атакували космічний корабель земних колоністів. Спочатку спецзагін тренують на Землі, потім на планеті Харон (орбіта якої знаходиться за орбітою Плутона). При цьому тренування проводяться дуже серйозні, адже ніхто не впевнений як озброєні Тауранці, чи навіть як вони виглядають. Загін складається з обдарованих молодих людей, з гарною фізичною підготовкою і технічними знаннями. При цьому в загоні служать обидві статі, і Манделла починає стосунки з іншим солдатом — Мерігей Поттер.
Перша місія і контакт з тауранцями відбувається на планеті в системі Епсилон Візничого, при цьому Тауранці не чинять опору UNEF. Ця експедиція тривала для солдатів тільки 2 роки, але за цей час на Землі пройшло 27 років. Наступна зустріч з тауранцями завершилась повним розгромом людей через значну перевагу в ефективності зброї тауранців.
Манделла разом з Мерігей не можуть прижитись в новому світі, де планета стала перенаселена, сильно зросло безробіття і небезпека. Також загальноприйнятою стала гомосексуальність. Багато інших ветеранів з загону ще раз наймаються на службу, Мандела в тому числі. Його переселяють на Місяць, де він повинен працювати інструктуром, але майже відразу його перекидають в бойову частину.
Друга експедиція Манделли завершується теж перемогою, хоча Манделла майже відразу втратив ногу, а Поттер втрачає руку. Їх рятують і відправляють на планету Небеса для реабілітації. При цьому за час їх подорожей пройшло ще декілька століть, їх рахунки зросли і вони обоє стали багатими офіцерами і найстарішими ветеранами. За час відсутності війна змінилась, відстані стали значно більшими і кожне завдання триває століттями, в війні залучено близько 60 тисяч чоловік, під час операцій втрачається близько половини людей, а самі операції плануються задовго до самої можливості їх здійснити, і до народження солдат що будуть в них брати участь. З часом відпустка Манделли і Поттер закінчується і їх розділяють по різних операціях.
Остання бойова операція Манделли (як і остання операція загалом) проходила за тисячі світлових років від Землі, і Манделла використовував холодну зброю для боротьби в стазисному полі тауранців. Повернувшись на населені людьми планети Манделла виявляє, що люди почали клонувати себе і стали чимось на зразок колективного розуму. І війна завершилась, тому що тауранці теж були колективним розумом і оперували поняттями відмінними від розуму індивідів. Як виявилось, корабель колоністів насправді не був атакований, а просто зник. Війну, яка тривала майже півтори тисячі років, оголосила влада Землі, переслідуючи власні інтереси. Тауранці не вміли воювати на початку війни і почали битися тільки як відповідь на агресію людей.
Незважаючи на те, що більшість людства стали клонованими, залишилось декілька колоній «нормальних» людей, на одній з яких і вирішує жити Манделла. Також він дізнається, що ветерани війни викупили крейсер який подорожує з релятивістською швидкістю, щоб виникла можливість об'єднання давно розлучених друзів. І Мерігей виявляється живою на цьому кораблі.

## Теми і сприйняття
Джо Голдеман був учасником війни в В'єтнамі і цей досвід отримав своє відображення. В романі багато алюзій на реальне життя автора, зокрема прізвище головного героя Манделла є анаграмою прізвища автора; також Голдеман як і Манделла був студентом-фізиком, а ім'я Мерігейл Поттер схоже на дошлюбне ім'я дружини Голдемана. Повернення Манделли з бою в абсолютно новий світ, є відображенням повернення американських солдатів з В'єтнаму. Також Голдеман пародіює деякі кліше космоопери, зокрема те що дія одного героя може змінити хід історії, показуючи абсурдність війни. Бої описані технічно і яскраво, але показані не як брава пригода, а як повна безвихідь для учасників.
Хоча «Нескінченну війну» часто протиставляють «Зоряному десанту» Гайнлайна, сам Гайнлайн дуже добре відгукувався про роман Голдемана. Після нагородження роману премією Небюла, Гайнлайн поздоровив Голдемана назвавши роман «кращою історією майбутньої війни».
Роман виграв три найпрестижніші премії з наукової фантастики: премію Небюла (1975), премію Локус (1975) і премію Г'юго (1976). Роман перекладений французькою, німецькою, нідерландською, італійською, іспанcькою, фінською, російською, угорською та іншими мовами.

## Адаптації
В 1983 році Стюарт Гордон поставив за мотивами роману п'єсу в Чиказькому Organic Theater Company.
Бельгійський художник коміксів Марвано, разом з Голдеманом, в 1988 році випустив графічний роман в трьох книгах. Він сюжетно не відрізнявся від оригінальної книги, і був перекладений на декілька мов. Згодом Марвано намалює іншу трилогію за романом Голдемана «Нескінченна свобода» (англ. «Forever Free»).

### Фільм
В жовтні 2008 року режисер Рідлі Скотт заявив про намір зняти фільм за романом, при цьому роман мав би бути знятим схожим на «Аватар» Джеймса Кемерона. літом 2010 Рідлі Скотт повідомив що над сценарієм працює Метью Карнаген (фільм Ігри влади), але до нього над сценарієм також працював Девід Піплз (12 мавп, Той, хто біжить по лезу) В травні 2015 року Warner Bros., виграв право на екранізацію і оголосив Ченнінг Тейтума в акторському складі.